# John Fajardo
John Fajardo (Lima, Provincia de Lima, Perú, 24 de febrero de 1989) es un futbolista peruano que juega como defensa central y su equipo actual es Bentín Tacna Heroica de la Liga 2 de Perú.

## Trayectoria
Comenzó su carrera en las divisiones menores del Universitario de Deportes. En el 2007 jugó al lado del portero peruano José Carvallo, quien fue mundialista en la Copa Mundial de Fútbol de 2018.
Debutó con ese equipo en el año 2008 frente a Sport Áncash, debutó con el número 30 al lado de Carlos Galván. Fue parte del equipo que clasificó a la Copa Libertadores 2009.
Fue uno de los referentes de Deportivo Binacional, además capitán del equipo con el que fue campeón de la Copa Perú 2017. Logró una histórica clasificación a la Copa Sudamericana 2019, ganándole aquel cupo a Universitario de Deportes. Jugó la Copa Sudamericana 2018 con Sport Huancayo, enfrentándose a Montevideo Wanderers. En el 2022 desciende con el Carlos Stein, al quedar último puesto en la tabla acumulada.

## Clubes
| Club                      | País | Año       |
| ------------------------- | ---- | --------- |
| Universitario de Deportes | Perú | 2007-2008 |
| FBC Melgar                | Perú | 2009      |
| América Cochahuayco       | Perú | 2010      |
| Unión Fuerza Minera       | Perú | 2010      |
| Real Garcilaso            | Perú | 2010      |
| Franciscano San Román     | Perú | 2011-2012 |
| Deportivo Credicoop       | Perú | 2012-2013 |
| Unión Fuerza Minera       | Perú | 2013-2014 |
| Unión Alto Huarca         | Perú | 2015      |
| Alfredo Salinas           | Perú | 2015-2016 |
| Deportivo Binacional      | Perú | 2016-2018 |
| Sport Huancayo            | Perú | 2019      |
| Deportivo Binacional      | Perú | 2019-2020 |
| Carlos Stein              | Perú | 2021      |
| Deportivo Binacional      | Perú | 2021      |
| Carlos Stein              | Perú | 2022      |
| UTC de Cajamarca          | Perú | 2023      |
| Bentín Tacna Heroica      | Perú | 2024 -    |

## Palmarés

### Campeonatos nacionales
| Título          | Club                      | País | Año  |
| --------------- | ------------------------- | ---- | ---- |
| Torneo Apertura | Universitario de Deportes | Perú | 2008 |
| Copa Perú       | Deportivo Binacional      | Perú | 2017 |
| Liga 1          | Deportivo Binacional      | Perú | 2019 |
| Copa Perú       | Bentín Tacna Heroica      | Perú | 2024 |

### Distinciones individuales
| Distinción                                                                             | Año  |
| -------------------------------------------------------------------------------------- | ---- |
| Incluido en el equipo ideal de la Copa Perú según el portal periodístico DeChalaca.com | 2014 |
| Incluido en el equipo ideal de la Copa Perú según el portal periodístico DeChalaca.com | 2015 |
| Incluido en el equipo ideal de la Copa Perú según el portal periodístico DeChalaca.com | 2017 |